# Hemichromis elongatus
Espèce
Statut de conservation UICN

LC : Préoccupation mineure
Hemichromis elongatus, le Cichlidé à bandes, est une espèce africaine de poissons d'eau douce de la famille des Cichlidae. 

## Répartition
Hemichromis elongatus se rencontre dans l'Okavango et le haut du Zambèze, ainsi que dans le bassin du fleuve Congo et en Afrique de l'Ouest.

## Description
Sa tête est grande avec de grands yeux et un grand bec légèrement incliné. Dans la mâchoire supérieure se trouvent deux rangées de dents, dont deux canines au milieu sont plus longues que les autres (défenses). Il y a une seule rangée de dents coniques dans la mâchoire inférieure.
Son corps est de couleur olive foncé sur le dessus, vert plus clair sur les côtés et rose à rouge en dessous, en particulier chez les mâles reproducteurs.

## Systématique
Le nom valide complet (avec auteur) de ce taxon est Hemichromis elongatus (Guichenot, 1861). 
Cette espèce a été initialement décrite en 1861 par Alphonse Guichenot sous le protonyme Chromichthys elongatus dans une publication sous la direction d'Auguste Duméril.
Hemichromis elongatus a pour synonymes :
- Chromichthys elongatus Guichenot, 1861
- Hemichromis auritus Gill, 1862

## Publication originale
- Auguste Duméril, « Poissons de la côte occidentale d'Afrique », Archives du Muséum d'histoire naturelle, Paris, Gide, vol. 10,‎ 1861, p. 241-268 (ISSN 1256-2629, OCLC 436735177, BNF 32701394, lire en ligne).